# Licania operculipetala
Licania operculipetala är en tvåhjärtbladig växtart som beskrevs av Paul Carpenter Standley och Louis Otho Otto Williams. Licania operculipetala ingår i släktet Licania och familjen Chrysobalanaceae. Inga underarter finns listade i Catalogue of Life.